# 2-甲基丁酸乙酯
2-甲基丁酸乙酯（英語：ethyl 2-methylbutyrate）是一种有机化合物，化学式C7H14O2，可见于梨果仙人掌、甜瓜、沙棘等物种。